# Moulin Rouge Hotel
Das Moulin Rouge Hotel ist ein historisch bedeutsames Baudenkmal in Las Vegas, Nevada. Es war nach seiner Eröffnung im Jahr 1955 das erste Hotel und Casino in Las Vegas und auf dem Strip ohne Rassendiskriminierung. Obwohl das Moulin Rouge Hotel bereits fünf Monate nach Eröffnung Insolvenz anmelden musste, fand dort im Jahr 1960 eine historisch bedeutsame Versammlung von Bürgerrechtlern, Verwaltungsbeamten und Geschäftsleuten statt, die sich bis auf wenige Ausnahmen auf ein Ende der Jim-Crow-Gesetze für Las Vegas und den Strip einigte. Seit 1992 ist das Moulin Rouge Hotel im National Register of Historic Places verzeichnet.

## Geschichte
Angestoßen wurde das Bauprojekt zum Moulin Rouge Hotel durch den New Yorker Gastronomen Louis Rubin und den Bauunternehmer Alexander Bisno sowie eine Gruppe kleinerer Investoren. Das Grundstück, für das sie sich entschieden, lag an der Grenze zur Westside. In diesen Stadtteil war ab den 1930er Jahren die seit den frühen Kriegsjahren mit der Rüstungsindustrie erheblich zunehmende afroamerikanische Bevölkerung samt ihren Geschäften aufgrund der Rassentrennung abgedrängt worden. Die Baukosten für das Moulin Rouge Hotel lagen bei 3,5 Mio. US-Dollar. Als Master of Ceremonies und kleinerer Miteigentümer konnte Joe Louis, als Unterhaltungsdirektor Clarence Robinson gewonnen werden, der Erfahrungen als Moderator aus dem Pariser Moulin Rouge mitbrachte. Auch der restliche Mitarbeiterstab war gemischtrassig. Noch vor Eröffnung des Moulin Rouge Hotels bereitete sich hier Archie Moore auf seinen Titelkampf im Boxen gegen Niño Valdés vor. Im Las Vegas Review-Journal wurde das Resort zur Eröffnung in einer siebenseitigen Beilage als erstes gemischtrassiges größeres Hotel in den Vereinigten Staaten beworben.
Das Moulin Rouge Hotel und Casino wurde am 24. Mai 1955 eröffnet. Das Moulin Rouge Hotel war die erste gemischtrassige Einrichtung dieser Art in Las Vegas, während in großen Teilen der Vereinigten Staaten noch die Rassentrennung vorherrschte. Bis zur Eröffnung dieses Spielcasinos war es Afroamerikanern verboten, in Las Vegas oder auf dem außerhalb gelegenen Strip in den Resorts zu speisen, spielen oder nächtigen, wobei diese Regelung verstärkt ab dem Jahr 1947 durchgesetzt wurde. Diese zur Zeit der Rassendiskriminierung üblichen Jim-Crow-Gesetze betrafen auch prominente afroamerikanische Musiker, wie zum Beispiel Sammy Davis Jr. oder Pearl Bailey, die Gigs in Las Vegas oder auf dem Strip hatten. Die Bühnenshow umfasste neben Cancan-Tänzerinnen die Komiker Stump and Stumpy, Wild Bill Davis, Ahmad Jamal, The Platters, Maurice und Gregory Hines, Lionel Hampton sowie Dinah Washington. Bekannt wurde das Moulin Rouge Hotel auf dem Strip wegen seiner Spätvorstellung ab 2:30 Uhr morgens, die sogenannte third show, bei der als Besucher oder auftretende Künstler unter anderem Frank Sinatra, Dean Martin, Harry Belafonte, Louis Armstrong, Tallulah Bankhead, Donald O’Connor, Joe E. Lewis, Gregory Peck, Jack Benny, George Burns, Gracie Allen, Kay Starr, Milton Berle, Fran Warren, Dorothy Lamour und Nat King Cole zugegen waren.
Bereits fünf Monate nach der Eröffnung musste das Hotelcasino im Oktober 1955 wieder schließen und Insolvenz anmelden. Ursächlich dafür sind wahrscheinlich mehrere Gründe: So gibt es mehrere Berichte darüber, dass das Moulin Rouge Hotel schlecht verwaltet wurde und an Unterkapitalisierung litt. Angesichts mehrerer Zivilklagen von Zulieferern und Dienstleistern wegen ausbleibender Zahlungen wurde der Versuch unternommen, die kleineren Investoren als Gesellschafter einzubinden, was jedoch erfolglos blieb. Andere Quellen machen geltend, dass die anderen Hotels auf dem Strip aufgrund des Erfolgs des Moulin Rouge ihre rassendiskriminierende Geschäftspraxis gefährdet sahen und es bekämpften. So änderten sie ihre Zeitpläne derart, dass es ihren Beschäftigten und Unterhaltungskünstlern nicht möglich war, die third show zu besuchen oder dort aufzutreten. Nach der Schließung wurde das Moulin Rouge Hotel als Gebäudekomplex von unterschiedlichen Betreibern genutzt, so dass der Erhaltungszustand über einige Jahrzehnte gut war.
Im Jahre 1960 kündigte die National Association for the Advancement of Colored People (NAACP) Protestaktionen in Las Vegas und dem Strip an, die sich gegen die Rassentrennung in den dortigen Hotels und Casinos richten sollten. Um die angekündigte Demonstration der Bürgerrechtsbewegung abzuwenden, trafen sich mehrere Hotel- und Casinobesitzer, führende Verwaltungsbeamte der Stadt und des Bundesstaats, darunter Gouverneur Grant Sawyer, mit Führern der Afroamerikaner, unter denen der Präsident der NAACP, James McMillan, den Vorsitz einnahm. Beim entscheidenden Treffen am 26. März 1960 fungierte Hank Greenspun, der Herausgeber der Las Vegas Sun, als Schlichter. Das Treffen endete mit dem unerwarteten Ergebnis, dass die meisten der Hotelcasinobesitzer sich darauf einigten, Afroamerikanern Zutritt und Unterkunft nicht länger zu verweigern. Daraufhin wurde der für den Abend terminierte Protestmarsch der NAACP abgesagt.
Am 22. Dezember 1992 wurde der Gebäudekomplex als Baudenkmal in das National Register of Historic Places aufgenommen. Um die 1990er Jahre herum hatte das Moulin Rouge Hotel 13 Jahre lang wieder geöffnet. Im Jahr 2003 zerstörte ein Feuer das Casino und ließ nur die Fassade mit der Leuchtreklame sowie den Zierturm intakt. Ein weiteres Feuer im Jahr 2009, wenige Tage nachdem die historische Leuchtreklame in das Neon Museum in Las Vegas überführt worden war, ließ die verbliebenen Gebäudeteile bis auf drei Strukturen einstürzen. Im gleichen Jahr wurde das Grundstück des Moulin Rouge Hotels von der Firma Olympic Coast Investment für 5 Mio. US-Dollar aufgekauft. Um für das Areal die Lizenz für Glücksspiele zu behalten, eröffnen die Besitzer das Casino alle zwei Jahre für 8 Stunden, indem sie für diese Zeit mobile Einarmige Banditen auf dem Gelände in Betrieb nehmen. Trotz dieser Schadensereignisse wird das Moulin Rouge Hotel bis heute im National Register of Historic Places geführt.

## Gestaltung
Die Architekten des ein- bis zweistöckigen Gebäudekomplexes im Stile des Modernismus waren Howard Sharp und Walter Zick. Das einstöckige Gebäude für Spielbank und Showbühne schloss im Westen an das zweigeschossige, V-förmige Hotel mit sehr flachem Dachgiebel an. Sowohl Hotel als auch Casino waren stuckiert und schlossen gemeinsam einen Innenhof ein, der über ein Schwimmbecken verfügte. Bei beiden wurde der Eingang über einen vorspringenden Pavillon mit geschindeltem Mansarddach und quadratischer Fläche akzentuiert. Das Casino war östlich des Eingangs mit einem Flachdach gedeckt, auf dem eine größere Leuchtreklame mit dem Namen des Resorts stand. Die südöstliche Ecke der Spielbank bildete ein viergeschossiger Zierturm mit einer Grundfläche von 1,80 × 3,60 Meter.
Der Eingang des Casinos führte in eine Lobby mit einem rückwärtigen Restaurant und einem großen Zuschauerraum zur Rechten. Dort waren originale farbenprächtige Wandmalereien, die unter anderem Cancan-Tänzerinnen, Luxuswagen und Zuschauer zeigten und das typische Nachtleben der 1950er Jahre insgesamt illustrierten. Dahinter befand sich ein weiteres, Theater genanntes Auditorium mit Bühne und abgestufter, stuckierter, violetter Decke.